# Amoea electrodominicana
Amoea electrodominicana  (лат.) — ископаемый вид сетчатокрылых насекомых из рода Amoea семейства аскалафы (Ascalaphidae). Обнаружены в миоценовых доминиканских янтарях Центральной Америки. Доминиканская Республика.
Длина переднего крыла около 23 мм, длина тела 21 мм. Вместе с другими ископаемыми видами асалафов, такими как Ascaloptynx oligocenicus, Borgia proavus, Mesascalaphus yangi, Neadelphus protae,  Prosuhpalacsa biamoensis, Ricartus edwardsi и Ululodes paleonesia, являются одними из древнейших представителей Ascalaphidae. Вид был впервые описан в 2007 году американскими палеоэнтомологами Майклом Энджелом (Engel M.) и Дэвидом Гримальди (Grimaldi D. A.).